# Campeonato Asiático de Judo de 1996
El XI Campeonato Asiático de Judo se celebró en Ciudad Ho Chi Minh (Vietnam) entre el 9 y el 10 de noviembre de 1996 bajo la organización de la Unión Asiática de Judo.
En total se disputaron dieciséis pruebas diferentes, ocho masculinas y ocho femeninas.

## Resultados

### Masculino
| Evento            | Oro                             | Plata                         | Bronce                                                        |
| ----------------- | ------------------------------- | ----------------------------- | ------------------------------------------------------------- |
| –60 kg            | Dorzhpalamyn Narmandaj Mongolia | Park Young-Kyun Corea del Sur | Yeh Hsin-Hung · China Taipéi · Gerjan Omarbaev · Kazajistán   |
| –65 kg            | Zeinolabedin Haghani Irán       | Tomoo Torii Japón             | Erdenebaataryn Uuganbayar Mongolia Lee Sung-Hun Corea del Sur |
| –71 kg            | Kwak Dae-Sung Corea del Sur     | Ajat Ajirov · Kazajistán      | Huang Chen-Yao China Taipéi Kazem Sarijani Irán               |
| –78 kg            | Vladimir Shmakov Uzbekistán     | Cho In-Chul Corea del Sur     | Otsuji Taisuke · Japón · Ruslan Seiljanov · Kazajistán        |
| –86 kg            | Armen Bagdasarov Uzbekistán     | Arikawa Kosei Japón           | Ao Tegen China Jeon Ki-Young Corea del Sur                    |
| –95 kg            | Serguéi Shakimov · Kazajistán   | Kim Chul-Jung Corea del Norte | Alireza Dalir Irán Kim Hee-Soo Corea del Sur                  |
| +95 kg            | Liu Shenggang China             | Fukai Shigekazu Japón         | Mahmud Reza Miran · Irán · Vadim Sergeyev · Kirguistán        |
| Categoría abierta | Mahmud Reza Miran Irán          | Liu Shenggang China           | Dmitri Soloviov Uzbekistán Choi Hong-Hee Corea del Sur        |

### Femenino
| Evento            | Oro                          | Plata                         | Bronce                                                           |
| ----------------- | ---------------------------- | ----------------------------- | ---------------------------------------------------------------- |
| –48 kg            | Pae Dong-Suk Corea del Norte | Atsuko Nagai Japón            | Yu Shu-Chen China Taipéi Jin Shujiao China                       |
| –52 kg            | He Ji China                  | Kazue Nagai Japón             | Meeta Sharma India Kim Hee-Jong Corea del Sur                    |
| –56 kg            | Wang Shuyan China            | Yang Sun-Ae Corea del Norte   | Lee Won-Jung Corea del Sur Chiyori Tateno Japón                  |
| –61 kg            | Jung Sung-Sook Corea del Sur | Nakahashi Harumi Japón        | Qin Yuying · China · Olga Artamonova · Kirguistán                |
| –66 kg            | Wang Xianbo China            | Kim Myong-Hui Corea del Norte | Noriko Matsuo · Japón · Nourtazina Janat · Kazajistán            |
| –72 kg            | Yoshida Saki Japón           | Tang Lin China                | Yevgeniya Bogunova · Kazajistán · Kang Min-Jeong · Corea del Sur |
| +72 kg            | Yuan Hua China               | Shon Hyun-Me Corea del Sur    | Miho Ninomiya Japón Lee Hsiao-Hung China Taipéi                  |
| Categoría abierta | Yuan Hua China               | Lee Hsiao-Hung China Taipéi   | Miho Ninomiya Japón Kim Seon-Young Corea del Sur                 |

## Medallero
| Núm. | País            | Oro | Plata | Bronce | Total |
| ---- | --------------- | --- | ----- | ------ | ----- |
| 1    | China           | 6   | 2     | 3      | 11    |
| 2    | Corea del Sur   | 2   | 3     | 8      | 13    |
| 3    | Irán            | 2   | 0     | 3      | 5     |
| 4    | Uzbekistán      | 2   | 0     | 1      | 3     |
| 5    | Japón           | 1   | 6     | 5      | 12    |
| 6    | Kazajistán      | 1   | 1     | 4      | 6     |
| 7    | Corea del Norte | 1   | 3     | 0      | 4     |
| 8    | Mongolia        | 1   | 0     | 1      | 2     |
| 9    | China Taipéi    | 0   | 1     | 4      | 5     |
| 10   | Kirguistán      | 0   | 0     | 2      | 2     |
| 11   | India           | 0   | 0     | 1      | 1     |
|      | TOTAL           | 16  | 16    | 32     | 64    |